# Kató Havas
Kató Havas (Târgu Secuiesc, 5 novembre 1920 – 31 dicembre 2018) è stata una violinista ed insegnante di violino e viola ungherese, che ha sviluppato il "Nuovo Approccio al violino" per prevenire ed eliminare le lesioni fisiche e la tensione nervosa derivanti dal suonare questi strumenti.

## Biografia
Kató Havas (nata il 5 novembre 1920 a Târgu Secuiesc, Romania, già parte dell'Ungheria) fu una bambina prodigio con il violino. Iniziò a suonare lo strumento a cinque anni e diede il suo primo concerto professionistico a sette anni. Il violinista suo compatriota Emil Telmányi, così colpito dal suo modo di suonare, fece sì che potesse studiare all'Accademia Reale di Musica di Budapest, con Imre Waldbauer (primo violino del quartetto Waldbauer-Kerpely Quartet, che per primo eseguì le musiche di Béla Bartók, Zoltán Kodály e di altri compositori ungheresi contemporanei), dove si formò secondo la tradizionale scuola virtuosistica ungherese.
La sua formazione musicale avvenne nel periodo in cui in Ungheria erano attivi Waldbauer, Ernő Dohnányi, Béla Bartók e Zoltán Kodály, pertanto Kató Havas può essere veramente considerata l'erede della scuola violinistica ungherese. Kató Havas inoltre sostiene che i violinisti zigani ungheresi abbiano avuto una profonda influenza sul suo successivo sviluppo del Nuovo Approccio.
A diciassette anni debuttò in America alla Carnegie Hall e riscosse grande successo di critica.
All'inizio degli anni '60, sulla rivista musicale inglese The Strad venne pubblicata da una serie di articoli di Noel Hale F.R.A.M. (Membro dell'Accademia Reale di Musica), sul Nuovo Approccio. Hale scrisse: “Ho avuto il privilegio di essere testimone dell'insegnamento di un metodo per suonare il violino, interamente nuovo per me, che ritengo sia in grado di rivoluzionare la tecnica del suonare… scrivendo personalmente da testimone, devo dire che sono rimasto stupefatto dai risultati di questo insolito approccio.” Questi articoli diedero inizio ad un acceso dibattito sulla rivista.
Nel 1961 l'editore inglese Bosworth & Co. pubblicò il suo primo libro A new approach to violin playing, con una prefazione elogiativo scritta da Yehudi Menuhin.
A questo libro seguirono The twelve lesson course in a new approach to violin, The violin and I e Stage fright - Its causes and cures. Anche quest'ultimo veniva elogiato da Yehudi Menuhin.
Kató Havas è stata invitata a tenere conferenze all'Università di Oxford, dimostrazioni in televisione e una serie di conferenze dimostrative in Gran Bretagna, Australia, Nuova Zelanda, Canada e molti paesi europei. Ha viaggiato molto negli Stati Uniti, dove ha tenuto seminari sull'applicazione del nuovo approccio all'esecuzione sul violino e sulla viola. Ha fondato e diretto il Purbeck Music Festival in Dorset, il Roehampton Music Festival a Londra e il Festival Internazionale ad Oxford dove ora vive ed insegna a musicisti provenienti da tutto il mondo.
Nel 1992 la American String Teachers Association (ASTA) le ha conferito il suo prestigioso Premio Internazionale Isaac Stern in riconoscimento dei suoi “risultati senza pari”
Nel 2002 Kató Havas ha ricevuto il titolo di Officer of the Order of the British Empire (Ufficiale dell'Ordine dell'Impero Britannico) dalla Regina Elisabetta II, "per servizi resi nel campo della musica".
I suoi libri A new approach, The twelve lesson course e Stage fright sono stati tradotti in cinese, ceco, olandese, tedesco, ungherese, italiano, giapponese, spagnolo e svedese.

## Eliminazione della paura del pubblico
Insegnando il nuovo approccio, Kató Havas si rese conto che l'eliminazione delle tensioni fisiche eliminava anche la tensione nervosa. Nel suo libro Stage fright Kató Havas ne analizza le cause fisiche, mentali e sociali e fornisce risposte pratiche ed esercizi.

## Pubblicazioni
- A new approach to violin playing, Bosworth & Co., 1961
- The twelve lesson course in a new approach to violin playing, Bosworth & Co., 1964
- The violin and I - An autobiographical account with seven years of controversial correspondence over the New Approach, Bosworth & Co., 1968
- Stage fright - Its causes and cures with special reference to violin playing, Bosworth & Co., 1973
- Freedom to play, Alexander Broude, 1981
- A new approach on the causes and cures of physical injuries in violin and viola playing, teaching video, Kató Havas, Lakeland Home music, 1991

### Pubblicazioni tradotte in italiano
- Un nuovo approccio al violino, Cremonabooks, 2004
- Il corso di dodici lezioni secondo il Nuovo approccio al violino, Cremonabooks, 2009
- La paura del pubblico - Cause e rimedi - Con particolare riferimento ai violinisti, Turris, 1997; Cremonabooks, 2003

### Pubblicazioni ispirate al Nuovo Approccio di Kató Havas
- The cellist's inner voice, di Ian Bewley, violoncellista e di insegnante di violoncello per venticinque anni al Royal Manchester College of Music (poi divenuto il Royal Northern College of Music), sull'applicazione dei principi del Nuovo Approccio al violoncello